# Характерний актор
Характе́рний акто́р — актор-виконавець ролей, відмічених яскраво вираженою становою, побутовою, зовнішньою своєрідністю. Знехтуване як амплуа реалістичною школою сценічного мистецтва, поняття «характерний актор» у сучасному театрі застосовується лише для того, щоб підкреслити домінуючу особливість творчої індивідуальності актора. Термін часто застосовується до актора, який часто грає відмітну та важливу роль другого плану.
З українських акторів театру і кіно до характерних акторів можна віднести Доміана Козачковського, Олексія Суходольського, Миколу Яковченка, Євгена Захарчука й інших.